# Страх и ненавист в Лас Вегас
„Страх и омраза в Лас Вегас“ (на английски: Fear and Loathing in Las Vegas) е роман на американския автор Хънтър Томпсън от 1971 година. Илюстратор е карикатуристът Ралф Стедман. Представлява роман с ключ с автобиографични елементи.
През 1998 година по романа е направена едноимененна филмова адаптация.

## Сюжет
Журналистът Раул Дюк и адвокатът д-р Гонзо пътуват към Лас Вегас през пустинята. Преди това те са се снабдили с най-различни наркотични вещества. Книгата е едно своеобразно пътуване през сюрреалистичния им кошмар.

## Издания в България
- Хънтър С. Томпсън, Страх и омраза в Лас Вегас: Едно свирепо пътешествие до сърцето на американската мечта (прев. Вергил Немчев; худож. Ралф Стедман), София: Прозорец, 2008, ISBN 978-954-733-533-2